# جیل ساندر
جیل ساندر (انگلیسی: Jil Sander) شرکت پوشاک و کالای لوکس ایتالیایی است، که در سال ۱۹۶۸ توسط جیلین ساندر تأسیس شد.
جیل ساندر یک خانه مد لوکس است که در سال ۱۹۶۸ در هامبورگ آلمان تأسیس شد و در حال حاضر دفتر مرکزی آن در میلان، ایتالیا قرار دارد. این برند که توسط جیل ساندر تأسیس شده است، بیشتر به خاطر طرح‌های مینیمالیستی و تمیز خود شناخته می‌شود. این برند در سال ۱۹۹۹ توسط پرادا خریداری شد و ساندر متعاقباً به دلیل اختلافات خلاقانه، برند همنام خود را ترک کرد. پس از چندین تغییر مالکیت، برند جیل ساندر در مارس ۲۰۲۱ توسط گروه مد ایتالیایی اوتی‌بی خریداری شد. سیمون بلوتی مدیر خلاق آن است.